# Le Téléphone aphrodisiaque
Le Téléphone aphrodisiaque ou Le Téléphone Homard est une des œuvres de Salvador Dalí créées en 1936 pour Edward James.

## Histoire
Il est présenté à l'Exposition internationale du surréalisme de 1938.
Dali a créé plusieurs versions de l'objet. L'une d'entre elles est exposée au Minneapolis Institute of Arts, une autre à la Tate Modern.
L’œuvre lui inspire la « Robe homard » qu'il créé pour Elsa Schiaparelli.